# Sarah Mullally
Sarah Elisabeth Mullally (apellido de soltera: Bowser, n. 26 de marzo de 1962) es una obispa anglicana británica, miembro de los lores espirituales y exenfermera. Ocupa el cargo de obispa de Londres desde el 8 de marzo de 2018.  De 1999 a 2004 fue jefa de la Oficina de Enfermería y directora de experiencias con el paciente en el Servicio Nacional de Salud del Reino Unido. Desde julio de 2015 hasta 2018 fue obispa de Crediton, es decir, obispa sufragánea de la diócesis de Exeter.

## Primeros años y formación
Sarah Elisabeth Bowser nació el 26 de marzo de 1962, fue la menor de dos hijas. Asistió a la Winston Churchill Comprehensive School en Woking (Surrey) y a la Woking Sixth Form College. Mientras se preparaba para los Advanced Levels decidió convertirse en una enfermera en vez de una médica porque prefería utilizar un enfoque holístico para la atención de pacientes. Su elección de carrera también se vio influida por su fe cristiana, que sostenía desde los 16 años.
En 1980 comenzó su carrera de enfermería en la South Bank University de Londres; luego trabajó en el Hospital de St Thomas. Recibió sus títulos de Enfermera General Registrada (RGN) y su bachiller universitario en ciencias en 1984. En 1992 finalizó, en su alma máter, una maestría universitaria en ciencias, especializada en cuidados interprofesionales y estudios sobre el bienestar.

## Carrera como enfermera
Mullally trabajó como enfermera en los hospitales de St Thomas y Royal Marsden, donde terminó su curso de especialización. Tuvo varios roles de liderazgo, primero en el hospital de Westminster, donde estuvo en la guardia y en el cargo de jefa de desarrollo de la práctica. Luego fue directora de enfermería en Chelsea y Westminster, donde más tarde ocupó cargos directivos. En 1999 fue nombrada jefa de la Oficina de Enfermería y directora de experiencias con el paciente en el Servicio Nacional de Salud del Reino Unido; fue la persona más joven en este puesto. También fue directora no ejecutiva del Comité Inglés de Enfermería, Obstetricia y Visitadores de la Salud.
Mullally fue directora independiente de la South Bank University de 2005 a 2015, cuando se convirtió en vicejefa del comité de directores y jefa del comité de políticas y recursos. Fue directora no ejecutiva de la Asociación del Hospital Royan Marsden de 2005 a 2012 y ocupó un cargo no ejecutivo en la Fundación de Salisbury NHS entre 2012 y 2016.  En dicho año, ingresó como miembro laico del consejo del King's College de Londres.

## Ordenación como ministra
De 1998 a 2001, Mullally se formó para ser ordenada como ministra en el St Augustine's College of Theology. También estudió Teología en la Universidad de Kent durante este período y recibió su diploma en 2001.  Se ordenó en la iglesia de Inglaterra; se hizo diácona en Michaelmas (30 de septiembre) en la catedral de Southwark y se ordenó como sacerdotisa en la siguiente Michaelmas (5 de octubre de 2002) en Holy Trinity (Clapham). Las dos veces recibió el sacramento de manos de Tom Butler, obispo de Southwark. De 2001 a 2004 ejerció su curato como una ministra no remunerada (de tiempo parcial) en la parroquia de Battersea Park, en la diócesis de Southwark.
En 2004, Mullally abandonó su cargo como jefa de la Oficina de Enfermería para dedicarse al sacerdocio a tiempo completo. Fue sacerdotisa asistente en la iglesia de St Saviour (Battersea Fields) de 2004 a 2006. Luego obtuvo una maestría en teología pastoral en la Universidad de Londres en 2006. Ese mismo año fue rectora del equipo de ministros de la iglesia St Nicholas, en Sutton. Además de su trabajo parroquial, enseñó Ética en la diócesis de Southwark, además de comprometerse con un programa de liderazgo de la Iglesia anglicana y de ocupar un puesto en la comisión de diócesis de la Iglesia de Inglaterra. De 2012 a 2015 fue la tesorera de la catedral de Salisbury.

### Ministerio episcopal
En junio de 2015 se anunció que Mullally sería el próxima obispa de Crediton, una obispa sufragánea de la diócesis de Exeter. El 22 de julio fue consagrada obispa por el arzobispo de Canterbury Justin Welby, en una ceremonia en la catedral de Canterbury. Rachel Treweek y ella fueron las primeras mujeres ser nombradas obispas en dicho edificio.  En septiembre del mismo año, se convirtió en la primera mujer de la Iglesia de Inglaterra en dirigir un servicio de ordenación: nombró sacerdotes a dos diáconas, Leisa McGovern y Sheila Walker, en la iglesia de St Mary, en Devon.
El 18 de diciembre de 2017 se anunció que sería la próxima obispa de Londres y que sucedería a Richard Chartres, que se había retirado en febrero de dicho año. Como obispa de Londres, es la tercera más importante de la Iglesia de Inglaterra, luego del arzobispo de Canterbury y el arzobispo de York. Entre la ceremonia y su instalación, fue nombrada obispa asistente en la diócesis de Exeter, para que pueda hacer los arreglos pertinentes para ocupar el cargo. Fue elegida por el colegio canónico de la catedral de San Pablo de Londres el 25 de enero de 2018, por lo que se convirtió en obispa electa. Fue trasladada y tomó posesión legal del cargo en la confirmación de su elección (que tuvo lugar el 8 de marzo en St Mary-le-Bow) y asumió sus nuevas responsabilidades luego de su instalación en la catedral el 12 de mayo. El 15 de julio de 2020 actuó como celebrante principal en la consagración de Hugh Nelson y Ruth Bushyager al episcopado: esto rompió la tradición de que el arzobispo de Canterbury llevara a cabo la ceremonia y además fue la primera vez que una obispa dirigiera una consagración en la Iglesia de Inglaterra.
Mullally juró como miembro del Consejo Privado del Reino Unido el 14 de marzo de 2018. Dentro de la Cámara de los Lores ocupa el cargo de lord espiritual. Su introducción a este organismo se celebró el 24 de mayo de 2018. Sucedió a Richard Chartres y se convirtió en la primera diácona de la Capilla Real el 12 de julio de 2019.

## Pensamiento
Mullally se autodefine como feminista y ha ordenado varones y mujeres para el sacerdocio. Según The Financial Times, Mullally «es percibida como una teóloga liberal». De todos modos, ella favorece la inclusión en la Iglesia de Inglaterra de aquellos que rechazan la ordenación de las mujeres y afirmó en el anuncio de que sería obispa de Londres: «Respeto a aquellos que, por razones teológicas, no pueden aceptar mi rol como sacerdotisa u obispa. Creo que la diversidad en la Iglesia de Londres tiene que perdurar y crecer; todos deberían encontrar un hogar espiritual».
También apoya la doctrina actual de la Iglesia de Inglaterra con respecto al matrimonio, que es entre un varón y una mujer, para toda la vida. En septiembre de 2016 fue una de los diez obispos que integraron el grupo de reflexión sobre la sexualidad. Acerca de las relaciones homosexuales, afirmó en 2017 que: «Es tiempo de que reflexionemos sobre nuestra tradición y nuestras escrituras y que juntos podamos ofrecer una respuesta sobre el amor inclusivo». Cuando se le preguntó por las personas LGBT en la Iglesia, comentó que «lo que tenemos que recordar es que se trata de personas y que la Iglesia busca demostrar amor para todos, porque refleja el amor de Dios, quien ama a todos».
En cuanto al aborto, ella apoya el derecho a la elección, aunque personalmente es provida. Al respecto mencionó que «describiría mi punto de vista en el asunto como más cerca de lo proelección más que provida, pero [...] en lo que respecta a mi decisión sería provida y habilitaría la opción de elegir si se tratara de otros».
La Iglesia de Inglaterra estableció que, para 2030, los puestos de mayor poder estén ocupados equitativamente por varones y mujeres. Para ello, desde la Abadía de Westminster se comenzó a dictar un curso, en 2019, para eliminar los prejuicios inconscientes de sus clérigos; Mullally aplica este programa en su diócesis.

## Vida personal
En 1987 se casó con Eamonn Mullally y tuvieron dos hijos: una hija y un hijo adulto que vive con ellos en su casa.
Ella afirmó que tiene dislexia y le cuesta leer en voz alta las genealogías bíblicas.

## Reconocimientos
En 2005, durante la entrega de honores de Año Nuevo, Mullally recibió la Orden del Imperio Británico en reconocimiento a su contribución en Enfermería y Obstetricia. Si bien los miembros del clero que son nombrados caballeros no reciben el espaldarazo y por eso no usan el título de sir, las damas no pasan por esta ceremonia; por eso las clérigas pueden utilizar el título de dame. Sin embargo, es su elección si es llamada «Dame Sarah» o no, y de hecho, su título se omitió varias veces cuando la anunciaron como obispa de Londres.
Mullally recibió, además, varios reconocimientos académicos. En 2001 fue nombrada académica de la South Bank University, y académica de la Universidad Christ Church de Canterbury en 2006. También recibió doctorados de honor de la Universidad de Bournemouth (2004), de la Universidad de Wolverhampton (2004) y de la Universidad de Hertfordshire (2005).